# Лилия Маравиля
Лѝлия Ла̀зарова – Маравѝля е българска актриса.

## Биография
Родена е във Варна. Завършва актьорско майсторство за драматичен театър във ВИТИЗ „Кръстьо Сарафов“ през 1993 г. в класа на професор Крикор Азарян, Елена Баева и доцент Тодор Колев. След това завършва майсторски клас при руския режисьор Валерий Фокин на тема „Мейерхолд – уроците на майстора“.
Участва в постановки на Младежкия театър, Театър „Сълза и смях“, Театър „Българска армия“, Сатиричния театър и Театър 199. От 1996 г. е актриса в трупата на Театър „София“. На сцената на Театър 199 играе в постановката „Театър, любов моя!“ от Валери Петров, подновена за главните актриси от режисьора Касиел Ноа Ашер.
През 2014 г. е отличена с почетния знак „Златен век“ – печат на Симеон Велики от тогавашния министър на културата Петър Стоянович.
Маравиля е носителка на „Икар“ на Съюза на артистите в България „за водеща женска роля“, за ролята на (г-жа Министершата) в „Г-жа Министершата“, Театър „София“, 2014 г. През 2016 г. печели „Икар“ „за поддържаща женска роля“, за ролите си в „Театър, любов моя!“. На следващата година озвучава в българския дублаж на филма „Смърфовете: Забравеното селце“.

## Филмография
- „Голата истина за група Жигули“ (2021) – Даринa Дардо
- „Връзки“ (2015) – Мика
- „Корпус за бързо реагиране 2: Ядрена заплаха“ (2014) – Лили
- „Слънчево“ (2013) – Дима
- „Под прикритие“ (2011) – Маргарита, съпруга на Емил Попов
- Love.net (2011) – Мила, жената на Филип
- „Стъклен дом“ (2010) – Мария Касабова, майката на Камен (сезон 1, еп. 2)
- „Пътят към върха“ (2006)
- „Магна Аура — изгубеният град“ (13 сер. тв, 2006) – Елена
- „Камера! Завеса!“ (6 сер. тв, 2002 – 2003) – Лили Лазарова
- „Гори, гори, огънче“ (4 сер. тв, 1994) – Лилия Лазарова
- „Индиански игри“ (1990) – нямата Лили Лазарова

## Личен живот
Омъжена е за италианския банков консултант Лука Маравиля от 2001 г. Имат една дъщеря – Паола, която също е актриса.